# Rotbarsch
Der Rotbarsch oder Goldbarsch (Sebastes norvegicus; Sebastes marinus) ist ein Meeresfisch des nördlichen Atlantik und ein bekannter Speisefisch. Er wurde schon 1772 von dem norwegischen Naturforscher Peder Ascanius als Perca norvegica beschrieben und kommt von Nowaja Semlja, Spitzbergen, der südlichen Barentssee, der Küste Norwegens inklusive des Skagerrak, rund um Island, an den Küsten des südlichen und östlichen Grönland und der südlichen Labradorsee bis nach New Jersey vor.

## Merkmale
Der Rotbarsch wird bis zu einem Meter lang, bleibt für gewöhnlich aber bei einer Länge von 45 bis 50 cm. Fische, die in größeren Tiefen leben, werden größer. Das maximale Gewicht liegt bei 15 kg, das Höchstalter bei 60 Jahren. Seine Haut weist eine kräftige goldrote Färbung ohne irgendwelche dunklen Markierungen auf. Der Bauch ist pink oder rosig. Der hintere Teil des Kiemendeckels ist dunkel. Die beiden unteren Stacheln des Vorkiemendeckels sind schräg nach vorne bzw. nach unten gerichtet. Seine Rückenflosse wird von 14 bis 16, normalerweise 15 kräftigen Stacheln und 13 bis 16, meist 14 bis 15 Weichstrahlen gestützt. In der Afterflosse zählt man drei Flossenstacheln und 7 bis 11, meist 8 bis 9 Weichstrahlen. Die Brustflossen zählen 18 bis 21, meist 19 Flossenstrahlen.

## Lebensweise
Der gesellige Rotbarsch kommt bei Wassertemperaturen von 3–7 °C bodennah in Tiefen von 100 bis maximal 1000 m vor, üblicherweise bis 500 m. Jungfische leben küstennah in Fjorden und Buchten. Während des Sommers ernähren sich die Fische vor allem von Krill und anderen Leuchtkrebsen, im Herbst und Winter bilden Heringe ihre Hauptnahrung. Lodden, Heringe, Leuchtkrebse und Rippenquallen werden im Frühling gefressen.

## Fortpflanzung
Wie alle Sebastes-Arten ist der Rotbarsch lebendgebärend. Die Paarung findet in der Barentssee von August bis September und bei Island und Grönland von Oktober bis Januar statt, wenn die Eizellen noch nicht reif sind. Dabei werden die Spermien des Männchens mit Hilfe einer kurzen Samenröhre übertragen. Die Weibchen speichern den Samen zunächst. Von Februar bis März findet dann eine innere Befruchtung statt. Danach wandern die Weibchen zu den Geburtsplätzen. Sie liegen in der Irmingersee zwischen Grönland und Island, vor Südwestisland, bei Neufundland und über tiefen Regionen vor der Küste Nordnorwegens. Die Larven werden von April bis Juni geboren. Ein Weibchen kann zwischen 50.000 und 350.000 Fischlarven von 8 mm Länge gebären. Die Jungfische wachsen sehr langsam. Sie leben zunächst nahe der Meeresoberfläche und gehen erst mit einer Länge von 3 bis 5 cm zum bodennahen Leben in Tiefen von 100 bis 200 m über. Die rote Färbung nehmen sie mit einem Alter von 4 bis 5 Jahren und einer Länge von etwa 15 cm an. Mit einem Alter von 10 bis 12 Jahren und einer Länge von 30 bis 40 cm werden sie geschlechtsreif, die Männchen zuerst.

## Nutzung
Der Rotbarsch wird tagsüber, wenn sich die Schwärme nahe dem Meeresboden aufhalten, mit Grundschleppnetzen, nachts mit Schwimmschleppnetzen gefangen. Lag der Jahresfang in den 80er und 90er Jahren unter 20.000 Tonnen, so nahm seine Fangquote seit dem Jahr 1999 drastisch zu, auf 40.000 bis 60.000 Tonnen. Im Jahr 2000 wurden fast 80.000 Tonnen gefangen. Seitdem liegt der Jahresfang wieder bei 40.000 bis 60.000 Tonnen. Das Fleisch des Rotbarschs ist fast immer bereits als Fischfilet verarbeitet anzutreffen – oft gefroren. Es gilt als wohlschmeckend und fest. Das Bundeszentrum für Ernährung (BZfE) bewertet sein Fleisch als mittelfett. Es ist zum Braten, Dünsten und Räuchern geeignet.
In neuerer Zeit gelten die Bestände an Rotbarsch als stark überfischt.

Beispiele für die Nutzung als Speisefisch
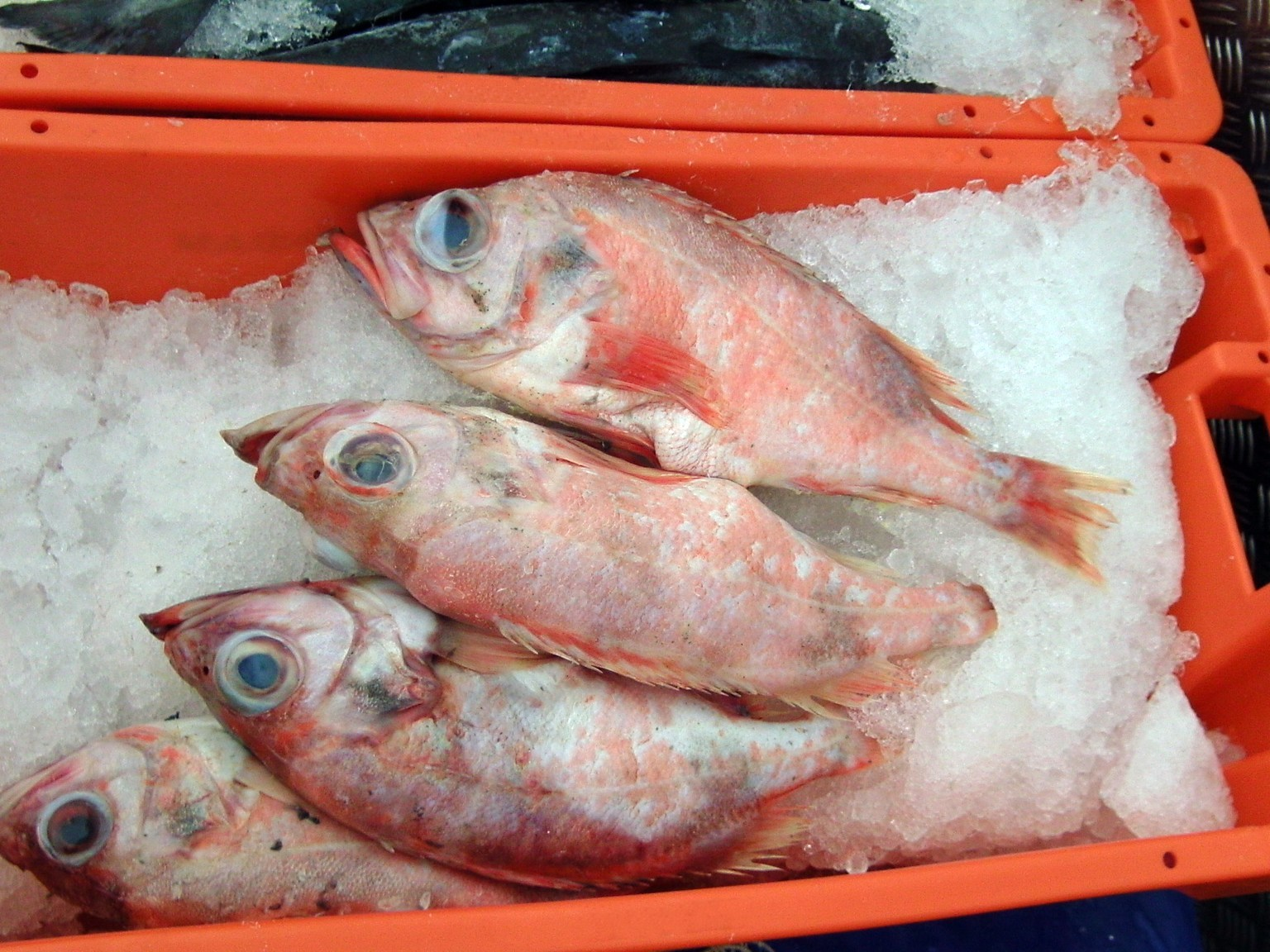
Rotbarsch im Fischhandel
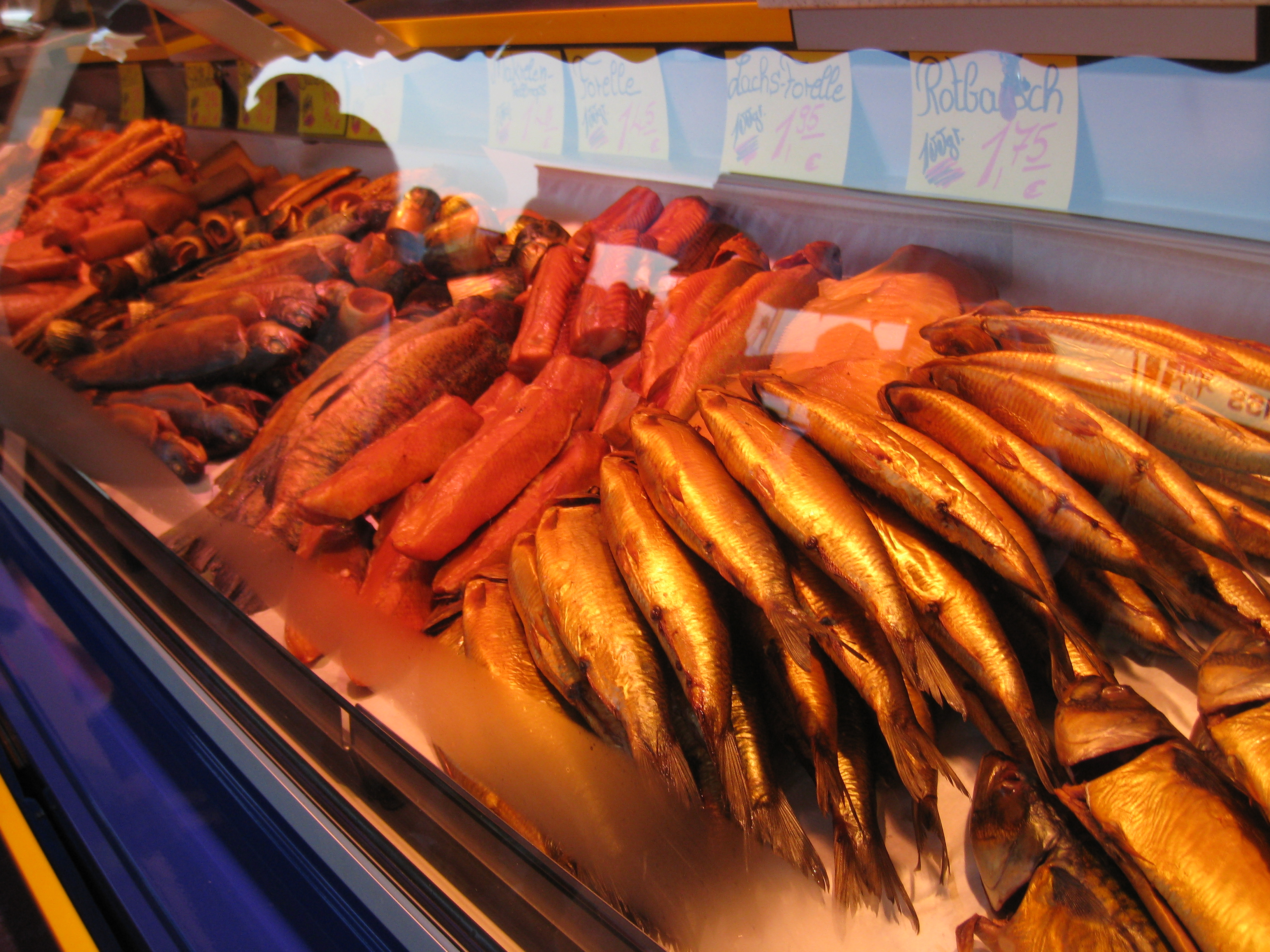
Rotbarsch geräuchert
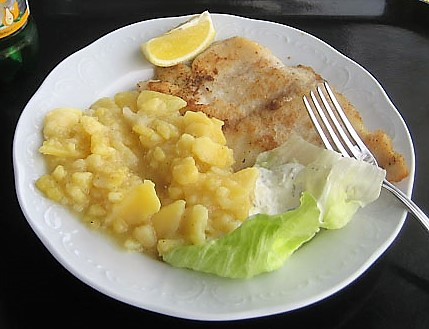
Rotbarschfilet gebraten, mit Kartoffelsalat, Blattsalat und Remoulade